# Yuri (mexikanische Sängerin)

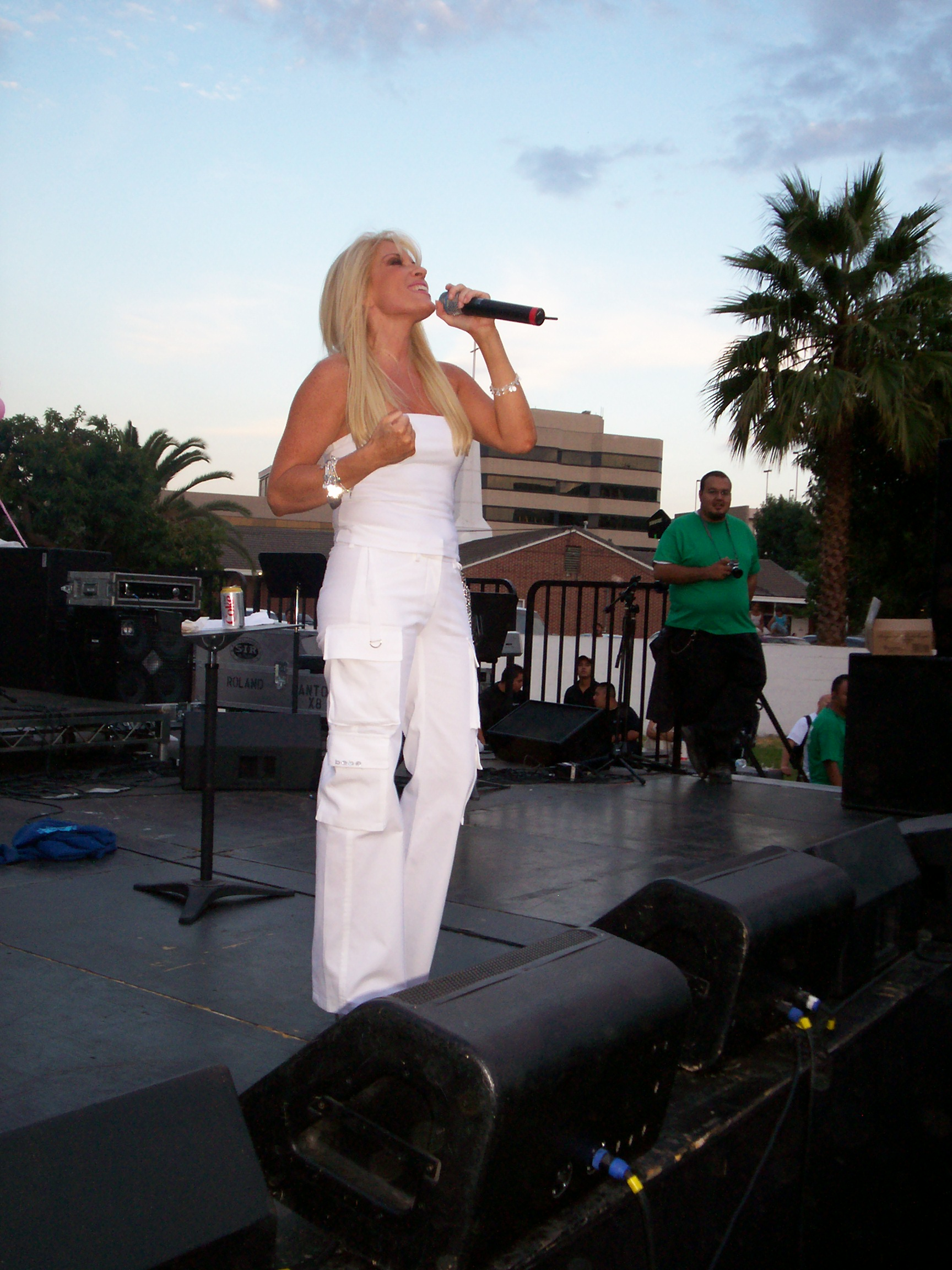
Yuri in Los Angeles (2007)

Yuri (* 6. Januar 1964 in Veracruz als Yuridia Valenzuela Canseco) ist eine mexikanische Sängerin und Filmschauspielerin, die auch als Reina del Pop (dt. Königin des Pop) bzw. als Reina del Pop Latino bezeichnet wird.

## Leben
Bereits im Alter von 14 Jahren brachte Yuri ihr erstes Musikalbum Ilumina Tu Vida heraus. Mit einigen Titeln, wie Primer Amor, Bailad und insbesondere Esperanzas, die alle auf ihrem zweiten Album von 1980 erschienen, gelang ihr der landesweite Durchbruch. Ihre bald darauf erschienene Single El Oso Panda de Chapultepec, die der 1981 im Zoo Chapultepec geborenen Tohui gewidmet war, verkaufte sich allein in Mexiko mehr als eine Million Mal. 
Für ihr drittes Album Llena de Dulzura wurde sie in Spanien mit einer Goldenen Schallplatte ausgezeichnet, was zuvor noch keinem Interpreten aus Lateinamerika gelungen war. 1986 wurde sie für das Lied Yo Te Pido Amor in den Vereinigten Staaten für den Grammy nominiert. 
1989 nahm sie im Duett mit Don Johnson A Better Place auf. Zu Beginn des Jahres 2013 wurde sie zur Karnevalsprinzessin von Veracruz gewählt. Im darauffolgenden Jahr wurden zwei Tumore auf ihren Stimmbändern diagnostiziert. 1997 begannen die Dreharbeiten für ihren autobiografischen Film Yuri, mi verdadera historia (span. für Yuri, meine wahre Geschichte).

## Privatleben
Zwischen 1988 und 1990 war sie in erster Ehe mit ihrem Manager Fernando Iriarte verheiratet. Seit 1995 ist sie mit Rodrigo Espinoza verheiratet, mit dem sie eine gemeinsame Tochter hat.

## Diskografie

### Alben
| Jahr | Titel                  | Höchstplatzierung, Gesamtwochen, AuszeichnungChartplatzierungen (Jahr, Titel, Platzierungen, Wochen, Auszeichnungen, Anmerkungen) | Höchstplatzierung, Gesamtwochen, AuszeichnungChartplatzierungen (Jahr, Titel, Platzierungen, Wochen, Auszeichnungen, Anmerkungen) | Anmerkungen                                       |
| Jahr | Titel                  | Latin | MX | Anmerkungen                                       |
| ---- | ---------------------- | --- | --- | ------------------------------------------------- |
| 1998 | Huellas                | Latin28 (1 Wo.)Latin | — |                                                   |
| 2006 | Lo Esencial De...      | — | MX64 (7 Wo.)MX | Erstveröffentlichung: 21. Februar 2006            |
| 2006 | Acompáñame             | — | MX1 Platin · (35 Wo.)MX | Erstveröffentlichung: 25. April 2006 mit Mijares  |
| 2007 | Vive La Historia       | — | MX9 Platin · (55 Wo.)MX | Erstveröffentlichung: 30. August 2007 CD und DVD  |
| 2008 | Mi Hijita Linda        | — | MX62 (13 Wo.)MX | Erstveröffentlichung: Dezember 2008               |
| 2009 | ¡A bailar!             | — | MX86 (1 Wo.)MX |                                                   |
| 2009 | El Concierto           | — | MX9 Gold · (13 Wo.)MX | Erstveröffentlichung: 20. Oktober 2009 CD und DVD |
| 2010 | Inusual                | — | MX8 Gold · (18 Wo.)MX | Erstveröffentlichung: 22. Mai 2010                |
| 2010 | Romántica              | — | MX74 (3 Wo.)MX | Erstveröffentlichung: 16. Oktober 2010            |
| 2011 | Mi tributo al festival | — | MX1 Platin · (26 Wo.)MX | Erstveröffentlichung: 27. September 2011          |
| 2017 | Primera Fila           | — | MX1 Platin · (26 Wo.)MX | Erstveröffentlichung: 23. Juni 2017               |

grau schraffiert: keine Chartdaten aus diesem Jahr verfügbar
Weitere Alben
- 1978: Ilumina tu Vida
- 1980: Yuri
- 1981: Llena de dulzura (ES: Gold)[8]
- 1983: Yuri/Si soy asi
- 1984: Ni Tú, Ni Yo
- 1984: Karma Kamaleón
- 1985: Yo Te Pido Amor
- 1986: Un corazón herido
- 1987: Aire
- 1988: Isla del Sol
- 1989: Suigeneris
- 1990: Soy Libre
- 1991: Obsesiones
- 1993: Nueva Era
- 1994: Reencuentros
- 1995: Espejos del Alma
- 1997: Más Fuerte que la Vida
- 2001: En La Luz
- 2001: Que Tu Fé Nunca Muera
- 2002: Enamorada
- 2004: Yuri
- 2013: Mi Tributo al Festival II (MX: Gold)
- 2015: Invencible

### Singles
| Jahr | Titel Album                                         | Höchstplatzierung, Gesamtwochen, AuszeichnungChartsChartplatzierungen (Jahr, Titel, Album, Platzierungen, Wochen, Auszeichnungen, Anmerkungen) | Anmerkungen |
| Jahr | Titel Album                                         | Latin | Anmerkungen |
| ---- | --------------------------------------------------- | --- | ----------- |
| 1987 | ¿Es ella más que yo? Un corazón herido              | Latin21 (16 Wo.)Latin |             |
| 1987 | Un corazón herido                                   | Latin12 (25 Wo.)Latin |             |
| 1987 | Vivir sin ti Un corazón herido                      | Latin26 (7 Wo.)Latin |             |
| 1988 | Qué te pasa Aire                                    | Latin1 (33 Wo.)Latin |             |
| 1988 | Cuando baja la marea Aire                           | Latin12 (18 Wo.)Latin |             |
| 1989 | Hombres al borde de un ataque de celos Isla Del Sol | Latin1 (23 Wo.)Latin |             |
| 1989 | Isla Del Sol                                        | Latin30 (6 Wo.)Latin |             |
| 1989 | Imposible Amarte Como Yo Isla Del Sol               | Latin21 (8 Wo.)Latin |             |
| 1989 | No Puedo Mas Isla Del Sol                           | Latin20 (13 Wo.)Latin |             |
| 1990 | Embrujada (Estoy) Suigeneris                        | Latin7 (11 Wo.)Latin |             |
| 1990 | Me Tienes Que Querer Suigeneris                     | Latin6 (19 Wo.)Latin |             |
| 1990 | Mi Vecina Suigeneris                                | Latin23 (6 Wo.)Latin |             |
| 1991 | Quien Eres Tu Soy Libre                             | Latin8 (18 Wo.)Latin |             |
| 1991 | Todo Mi Corazon                                     | Latin5 (15 Wo.)Latin |             |
| 1993 | Como Te Ame Obsesiones                              | Latin34 (3 Wo.)Latin |             |
| 1993 | Poligamia Obsesiones                                | Latin11 (10 Wo.)Latin |             |
| 1994 | Detras De Mi Ventana Nueva Era                      | Latin1 (18 Wo.)Latin |             |
| 1994 | Amiga Mia Nueva Era                                 | Latin9 (11 Wo.)Latin |             |
| 1994 | Juntos Reencuentros                                 | Latin22 (7 Wo.)Latin | mit Unik-ko |
| 1998 | Y Tu Como Estas (E Tu Come Stai) Huellas            | Latin10 (8 Wo.)Latin |             |

Weitere Singles
- 2019: Ya no vives en mí (Primera fila – en vivo) (feat. Carlos Rivera, MX: ×3Dreifachplatin )
- 2019: Una Mentira Más (mit Natalia Jiménez, MX: Platin)

## Filmografie

### Filme und Videos
- 1979: Milagro en el circo (als Yuri Valenzuela)
- 1983: Secuestro en Acapulco
- 1984: Siempre en domingo
- 1992: Soy libre
- 1995: Altos instintos (Video)
- 1999: Yuri – mi verdadera historia (Video)

### Fernsehserien
- 1979: Verónica (3 Episoden)
- 1980: Colorina (3 Episoden)
- 1994: Volver a empezar (145 Episoden)
- 2002: ¡Vivan los niños! (3 Episoden)
- 2004: La escuelita VIP (4 Episoden)
- 2006: La fea más bella (1 Episode)